# Strömsborg

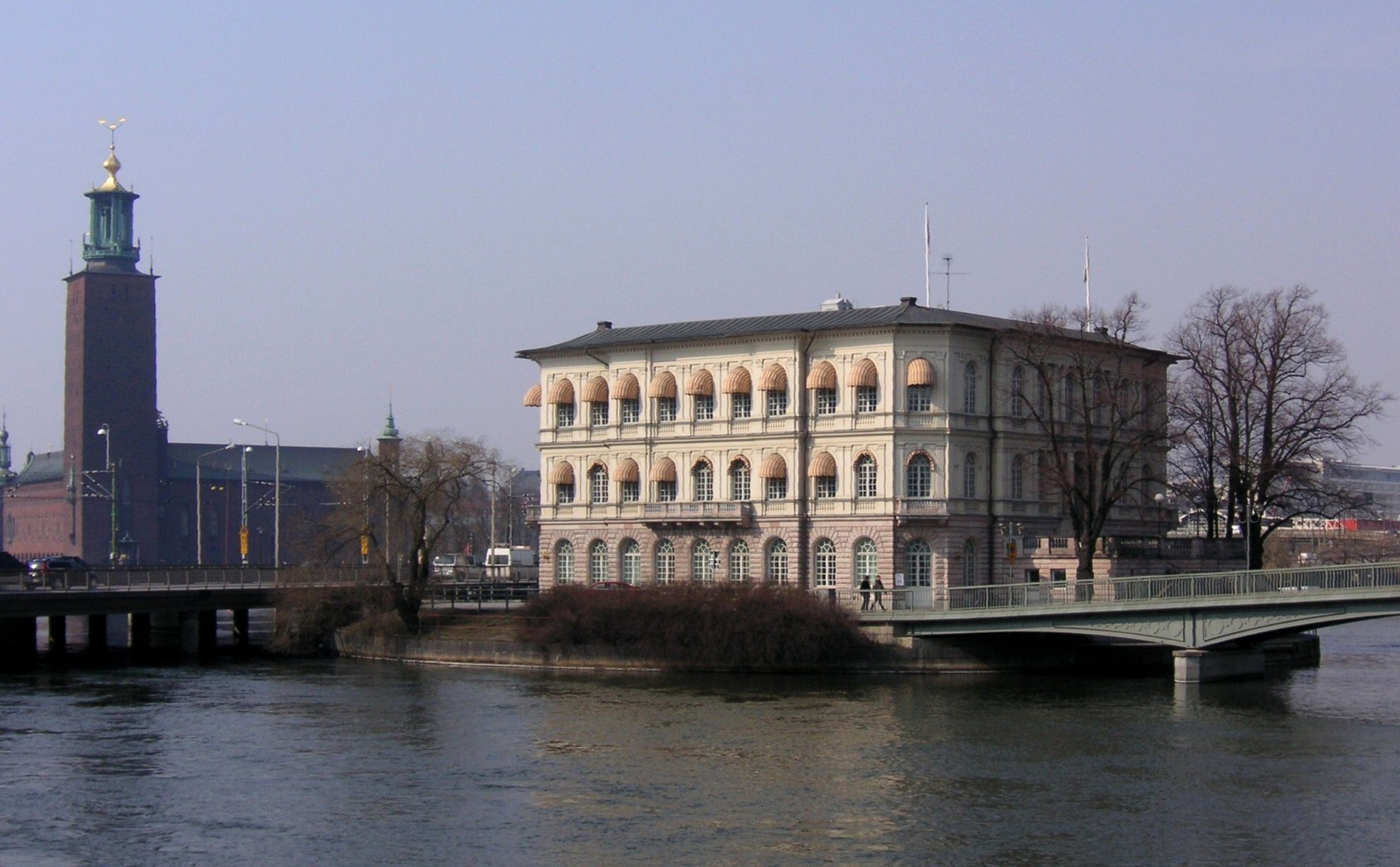
Strömsborg med Stockholms stadshus i bakgrunden.

Strömsborg är en liten, cirkelrund ö med tillhörande byggnad i Norrström mellan Centralbron och Vasabron i Stockholm. Strömsborg är även namnet på kvarteret där ön är belägen.
Ett tidigare namn är Stenskär. Här fanns restaurang, badhus samt kägelbanor men ingen bro. Besökarna fick låta sig ros över från Röda bodarna eller Riddarhusgränd av en roddarmadam, den tidens sjötaxi. På 1740-talet köptes ön av handelsmannen Berge Olofson Ström som där uppförde ett hus 1750. En karta över Strömsborg från 1796 avslöjar en grund och stenig omgivning till den delvis konstgjorda ön.
På Elias Martins målning (1801) från Fersenska terrassen syns till höger om Helgeandsholmen ett lågt vitt hus i fonden, som bör vara på ön.  

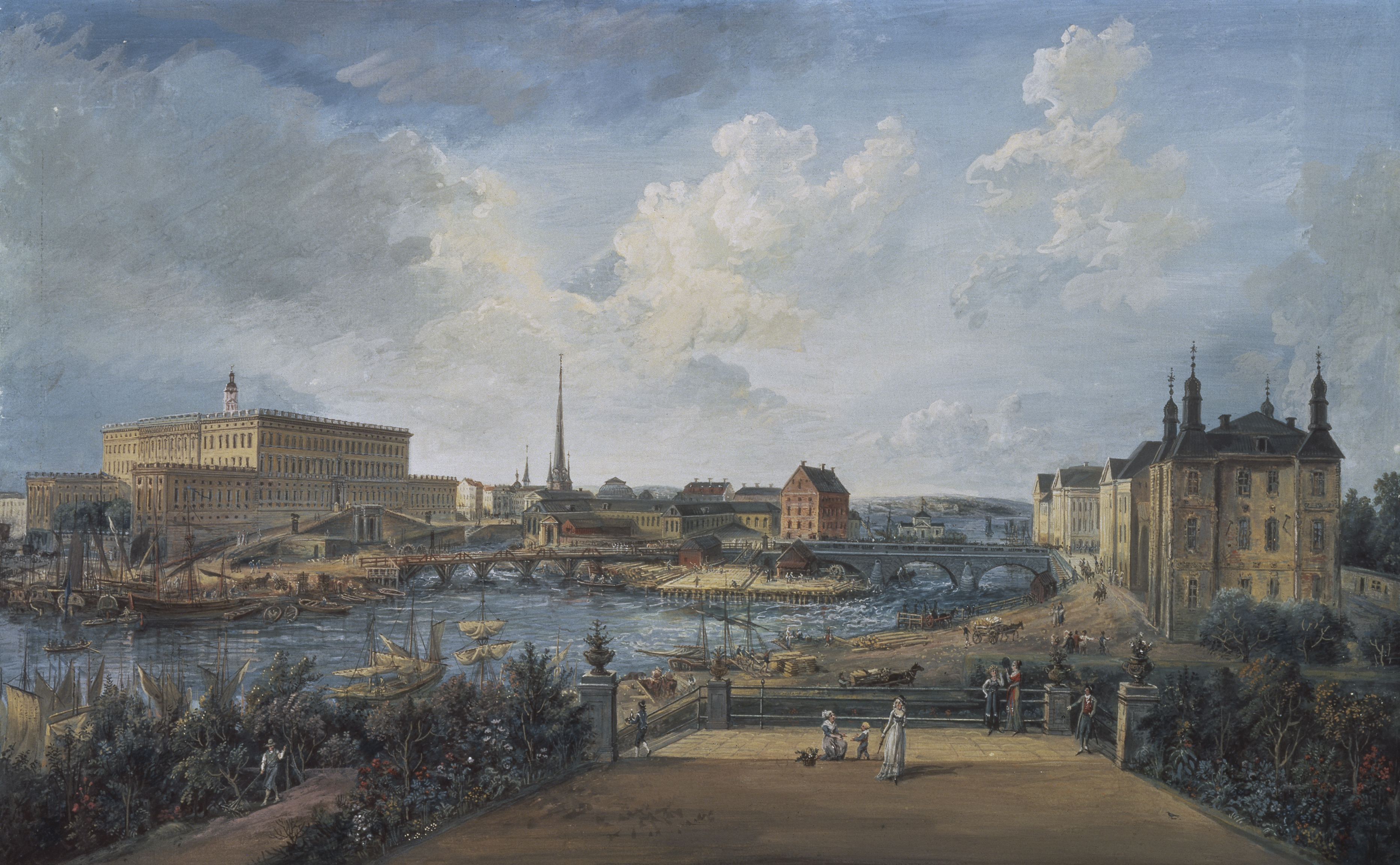
Elias Martins målning.

Nuvarande byggnad invigdes 1897 och var ritad av arkitekten Claes Grundström (1844-1925). 1929-1930 byggdes huset om; denna gång var Ragnar Östberg ansvarig. Sedan år 1934 tillhör ön stadsdelen Gamla Stan. Restaurangperioden på Strömsborg är slut och sedan 1995 används byggnaden som kontor av International Institute for Democracy and Electoral Assistance (IDEA). Sedan september 2023 huserar här även Ukrainska institutet i Sverige. Byggnaden inhyste även Östersjöstaternas råds sekretariat mellan 1998 och 2010.  En smal bro, Strömsborgsbron, leder från Vasabron till ön.
Intill järnvägsbron vid Strömsborg öppnades 1884 Stockholms Bad- och Siminrättning, populärt kallat Strömbadet, där man öppnade tidigt och stängde sent ("Öppet från arla till serla").